# Улица Викторенко
Улица Викторе́нко — улица в Хорошёвском районе Северного административного округа города Москвы.

## Расположение

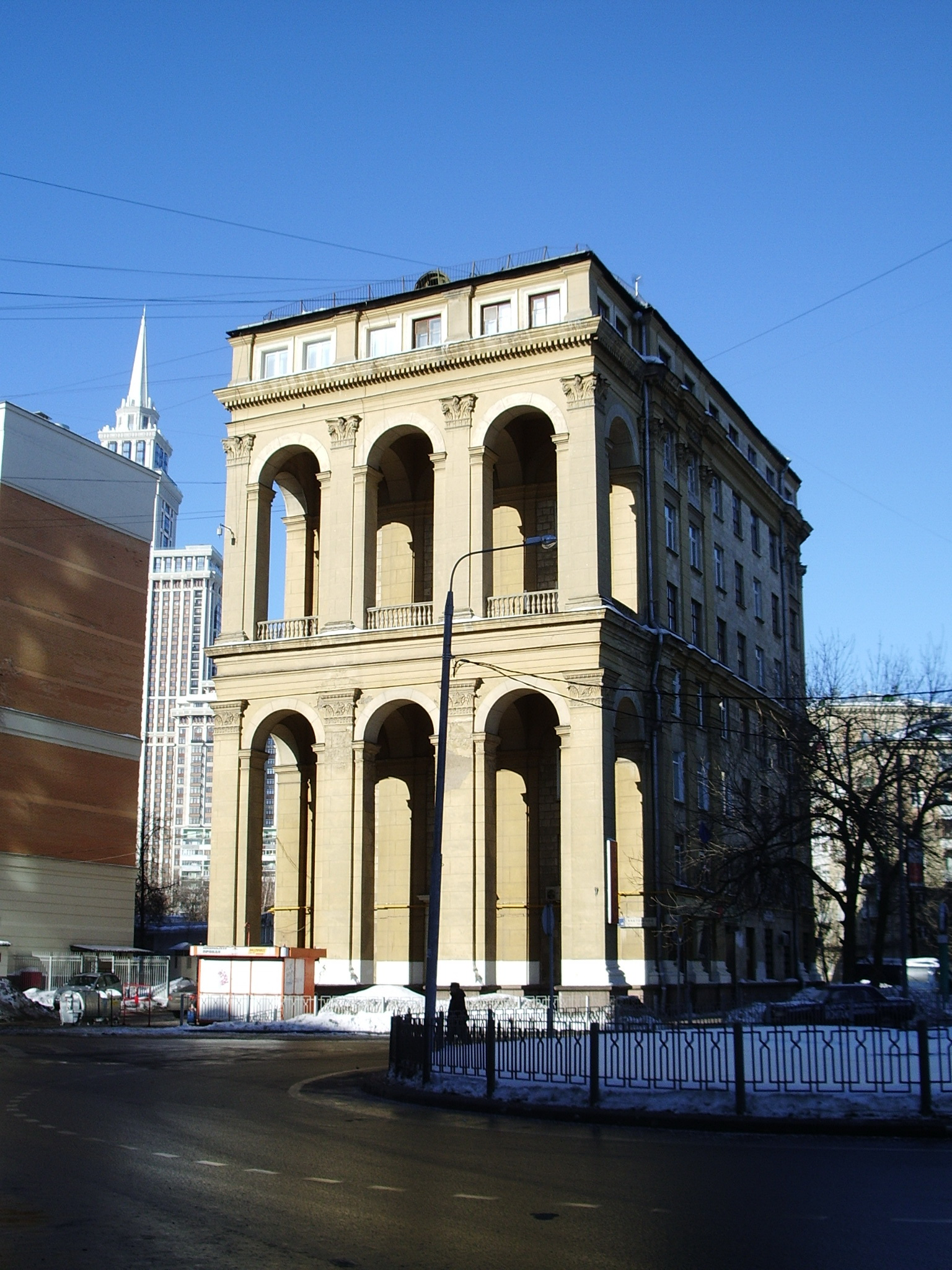
Улица Викторенко, д.2/1

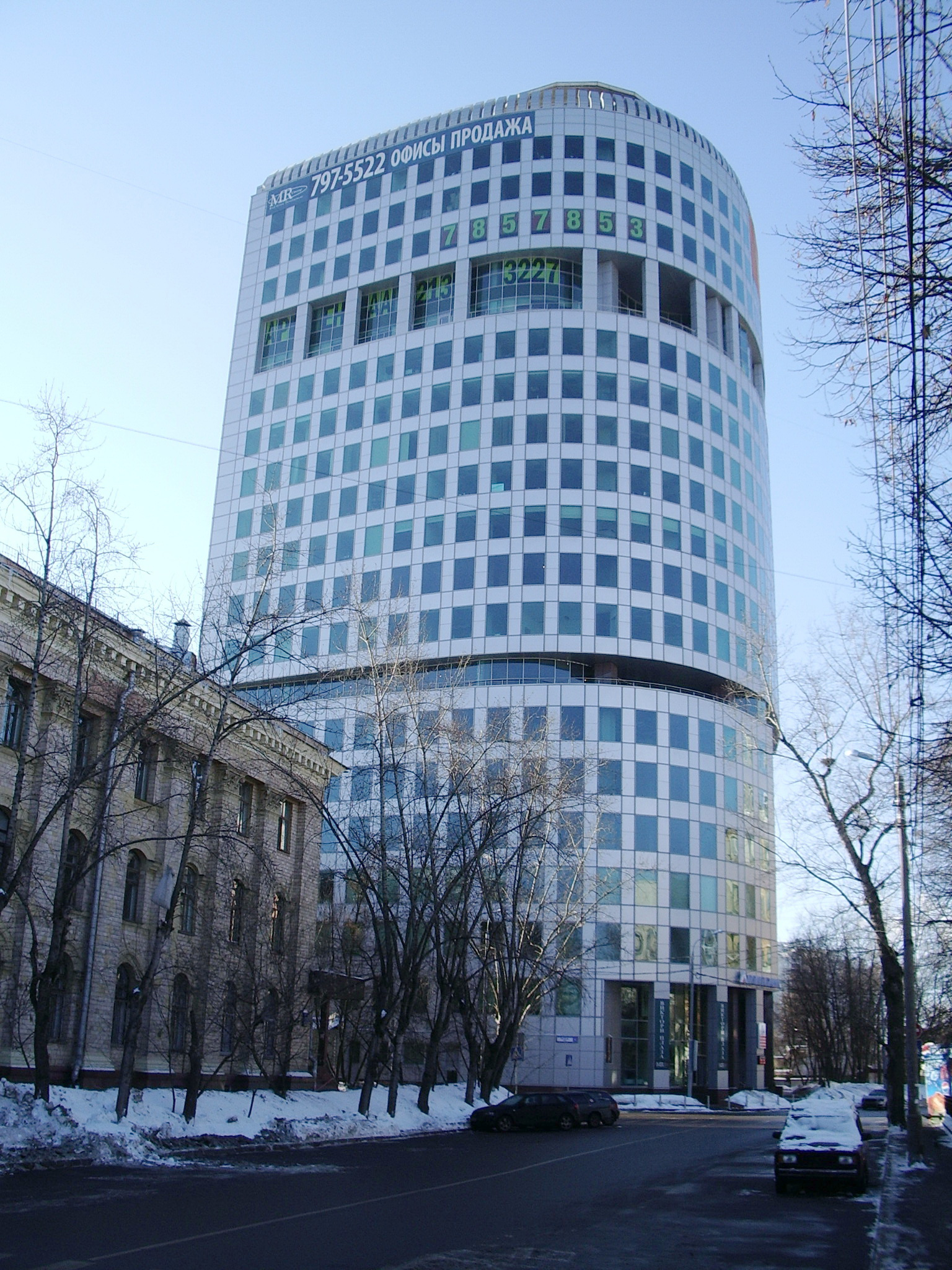
«Victory Plaza»
(Улица Викторенко, д. 5)

Улица Викторенко начинается у Ленинградского проспекта, на площади Академика Кутафина, идёт на юг и заканчивается перекрёстком с проездом Аэропорта. В районе площади Академика Кутафина к улице Викторенко примыкает улица Острякова.

## История
Улица была образована в 1956 году и первоначально называлась 1-й проезд Аэропорта по расположенному рядом Центральному аэродрому имени Фрунзе.
Согласно планам 1950—1960-х годов, по улице должна была пройти трасса будущего четвёртого транспортного кольца Москвы. С учётом этого проектировался архитектурный ансамбль улицы вблизи Ленинградского проспекта. Однако позднее от идеи построить здесь четвёртое кольцо отказались.
В 1965 году улица получила название Улица Викторенко в честь Героя Советского Союза Владимира Иосифовича Викторенко (1919—1945), погибшего в бою при форсировании реки Одер.

## Здания и сооружения
По нечётной стороне:
- № 5 — Бизнес-центр «Victory Plaza». Сдан в эксплуатацию в конце 2008 года[3]. Здание имеет 20 этажей; общая площадь помещений — 31 014 м²[4].
- № 7 — Государственный научно-исследовательский институт авиационных систем

По чётной стороне:
- № 2/1 — Жилой дом Главного управления картографии и геодезии (архитекторы Б. Ю. Бранденбург, В. В. Степанов)[5]. Здесь в 1955—1988 годах жил геодезист А. А. Изотов[6]. В доме также проживал Герой Советского Союза А. Д. Епанчин (мемориальная доска)[7][8].
- № 4к1 — Жилой элитный дом.
- № 10 — Здание первого оперативного полка ГУВД Москвы (конная милиция).